# Emdaborg
De Emdaborg (ook gespeld als Emdaborgh of Embdaborg) was een borg in de plaats Haren in de Nederlandse provincie Groningen. Op deze locatie hebben verschillende buitenhuizen gestaan, met de namen Popkenhof (ook Oldenburg genoemd), Emdaborg en Zorgvrij.

## Geschiedenis

### Popkenhof/ Oldenburg
Met de bouw van het eerste huis op deze locatie werd waarschijnlijk in de 15e eeuw aangevangen. In de 17e eeuw was het huis eigendom van Popco Everardi d'Embda, secretaris van de Hoofdmannenkamer van Groningen en Ommelanden. Zoals de meeste buitenhuizen ten zuiden van Groningen stond het op de overgang van de hoge zandgronden van de Hondsrug naar de laagten van de Hunze. Qua oriëntatie stond het haaks op deze heuvelrug, met de voorzijde naar de rivier.
Dit huis werd in 1680 verkocht, maar op de koopakte wordt geen officiële naam vermeld. Volgens deze akte ging het om een deftig huis, met schuren, tuinen en bebossing. In 1685 werd het nogmaals te koop aangeboden, ditmaal onder de naam 'Popkenhof', verwijzend naar de voornaam van d'Embda. Later duidde de bevolking dit vroegere huis ook aan met de naam 'Oldenburg'. Deze naam werd wel vaker gebruikt voor oude buitenhuizen. Het huis werd in 1739 afgebroken.

### Emdaborg
In hetzelfde jaar werd op dezelfde plaats de Emdaborg gebouwd. Ook deze was naar d'Embda genoemd. De Emdaborg staat aangegeven op de kaarten van Theodorus Beckeringh uit 1781 en van J.H. Hottinger uit 1792. Op de eerste staat tevens een tekening van de borg. Het betreft een symmetrisch herenhuis met een uitspringend middengedeelte, zoals er wel meer gebouwd werden in die tijd.
In de tweede helft van de 18e eeuw werd de Emdaborg bewoond door leden van de families Emmen en Trip. Lambert Hendrik Emmen (1696–1763), oud-burgemeester van Groningen, overleed op 21 augustus 1763 in de borg. Zijn dochter, Harmanna Henrietta Emmen (geboren 1730 of 1731), was getrouwd met Vincent Bernhard Trip (1723–1799), taalman van de Gezworen gemeente van Groningen. Het is bekend dat dit echtpaar op de Emdaborg gewoond heeft. Op de kaart van Beckering staan onder de tekening de namen van Maria Jacoba Junius (weduwe van Lambert Hendrik Emmen) en van Vincent Benhard Trip vermeld.
Latere bewoners kwamen uit de families Rummerink en Busch. Deze families verbonden zich in 1738 aan elkaar door het huwelijk van de predikant Johannes Rummerink (1707–1783) met Bernardina Busch (1710–1739). Een familielid J. Rummerink, die schulte was te Haren, hield op 26 oktober 1793 een verkoop van hout op het terrein van de Emdaborg. Later kwam de borg in het bezit van de koopman Izaäk Busch (1739–1806), zoon van een halfbroer van Bernardina.

### Zorgvrij
Rond 1800 liet Izaäk Busch de borg slopen en bouwde op dezelfde plaats het buitenhuis Zorgvrij. Op het terrein stond toen tevens een tuinhuis. Na het overlijden van dhr. Busch probeerden zijn erfgenamen tevergeefs het gebouw te verkopen. Zijn dochter, Titia Gerhardina Busch (1772–1849), was gehuwd met Jacobus van Trojen (1776–1841), burgemeester van Haren. In 1832 stond het huis Zorgvrij op diens naam in het kadaster ingetekend. In 1830 probeerde Titia Gerhardina nogmaals het huis te verkopen, maar ook dit mislukte. Zij verkocht het daarop in 1832 op afbraak, waarop het waarschijnlijk in het voorjaar van 1833 werd afgebroken.

## Terrein

### Lusthorst
Bij de Emdaborg hoorde de nabijgelegen hovinge (boerderij) Lusthorst. Deze staat ook aangegeven op de kaarten van Beckeringh en Hottinger. Bij de afbraak van de Emdaborg rond 1800 bleef de Lusthorst behouden. In bronnen uit 1813 en 1830 wordt hij als een 'boerenplaats' aangeduid, behorend bij het huis Zorgvrij. Het is niet dezelfde als de modernere boerderij Lusthorst, die ongeveer op dezelfde plaats staat.

### Hakbosch
Op het terrein van de borg bevond zich een 'hakbosch'. Een dergelijk hakbos was een van de economische pijlers van de borg. Hout was eeuwenlang duur en schaars en in het hakbos werd ieder jaar 'geriefhout' geoogst, waarvan de planken en balken voor de bouw- en meubelindustrie werden verkocht. De eigenaar liet vanuit een steeds breder wordende stam geregeld het nieuw opgeschoten hout weghakken. Het hakbos staat ingetekend op de kadastrale kaart uit 1832 maar is waarschijnlijk veel ouder. Het stamt misschien uit de dagen van Popco Everardi d'Embda in de 15e eeuw.

### Vijver
Op het borgterrein werd een ronde eendenkooi gegraven. Deze staat vermeld in akten uit de 17e eeuw, en was dus al aanwezig in de tijd van d'Embda. De vijver is duidelijk te zien op de kaart van Hottinger. In de 19e eeuw werd de vijver door de heren J.R. Mulder Oz. en J.G. Nanninga gebruikt om er bloedzuigers in te kweken.

## Na de afbraak

### Gebruik van het terrein
Nadat het buitenhuis Zorgvrij werd afgebroken, heeft er op de plaats van het voormalige tuinhuis nog een klein buitenhuis gestaan met een rieten dak. Dit is nog gebruikt als depot voor de bloedzuigers die in de vijver gekweekt werden. Het terrein van de voormalige borg wordt sinds 1870 doorkruist door de Spoorlijn Meppel - Groningen.
Op de plek van de borg werden later de kleedkamers van voetbalvereniging VV Gorecht gehuisvest. Verder staan er op het vroegere borgterrein enkele gebouwen van het voormalige gemeentelijke drinkwaterbedrijf. Het pompgebouw en het filtergebouw uit 1911 zijn Rijksmonumenten, respectievelijk onder nummer 513828 en 513829. Ongeveer op de plaats van de oude hovinge Lusthorst werd een nieuwe boerderij gebouwd, die ook Lusthorst heet. Deze is een tijd in gebruik geweest als manege. De boerderij staat op coördinaten 53°10'45"NB, 6°36'48"OL.

### Overblijfselen
Op luchtfoto's is het kavel van de voormalige Emdaborg nog duidelijk te zien. Het grootste deel hiervan bevindt zich nu tussen de straten Oosterweg en Rummerinkhof in Haren. Een deel van de grachten en een brug hierover zijn nog terug te vinden. Ook zijn er overblijfselen van de laan die van de Emdaborg naar de Lusthorst liep.
Bij de aanleg van het Sportpark Gorecht werden muurresten, een gemetselde boog en een plavuizen vloer van het buitenhuis Zorgvrij gevonden. Vanaf augustus 2012 worden er archeologische opgravingen uitgevoerd. Hierbij zijn resten van de oude gracht, een bakstenen muur en een potscherf uit de bronstijd gevonden.
In 2012 identificeerde de bioloog en ecohydroloog drs. Uko Vegter resten van het 'hakbosch'. Aan de noordzijde hiervan staan ook nog oeroude eiken met een stam van 2 meter doorsnede. De ronde vijver is nog duidelijk zichtbaar aan de overkant van het spoor aan de Grootslaan, op coördinaten 53°10'54"NB, 6°36'55"OL.
In de Harense wijk Stationsbuurt komen de straatnamen Emdaborg, Zorgvrij en Lusthorst nog terug. Deze straten liggen echter niet op de oorspronkelijke locaties van de borg en de boerderij.

### Nieuwbouwplannen
In 2005 presenteerde de gemeente Haren het Integraal ontwikkelingsplan Dilgt, Hemmen en Essen. Hierin wil men de herinnering aan de borg en de hovinge Lusthorst weer terugbrengen. Zo wil men de resten van de grachten verbreden naar 15 meter en de oude toegangen herstellen. Op de plaats van de borg moet een gebouw komen dat in robuustheid aan de Emdaborg herinnert. Ook is er een klein 'borgcomplex' voorzien rond de huidige boerderij Lusthorst met woningen en appartementen. Er bestaat protest tegen deze plannen, onder andere omdat hierin voorzien is dat de overblijfselen van het hakbosch gekapt zouden worden.